# Укладчик парашютов

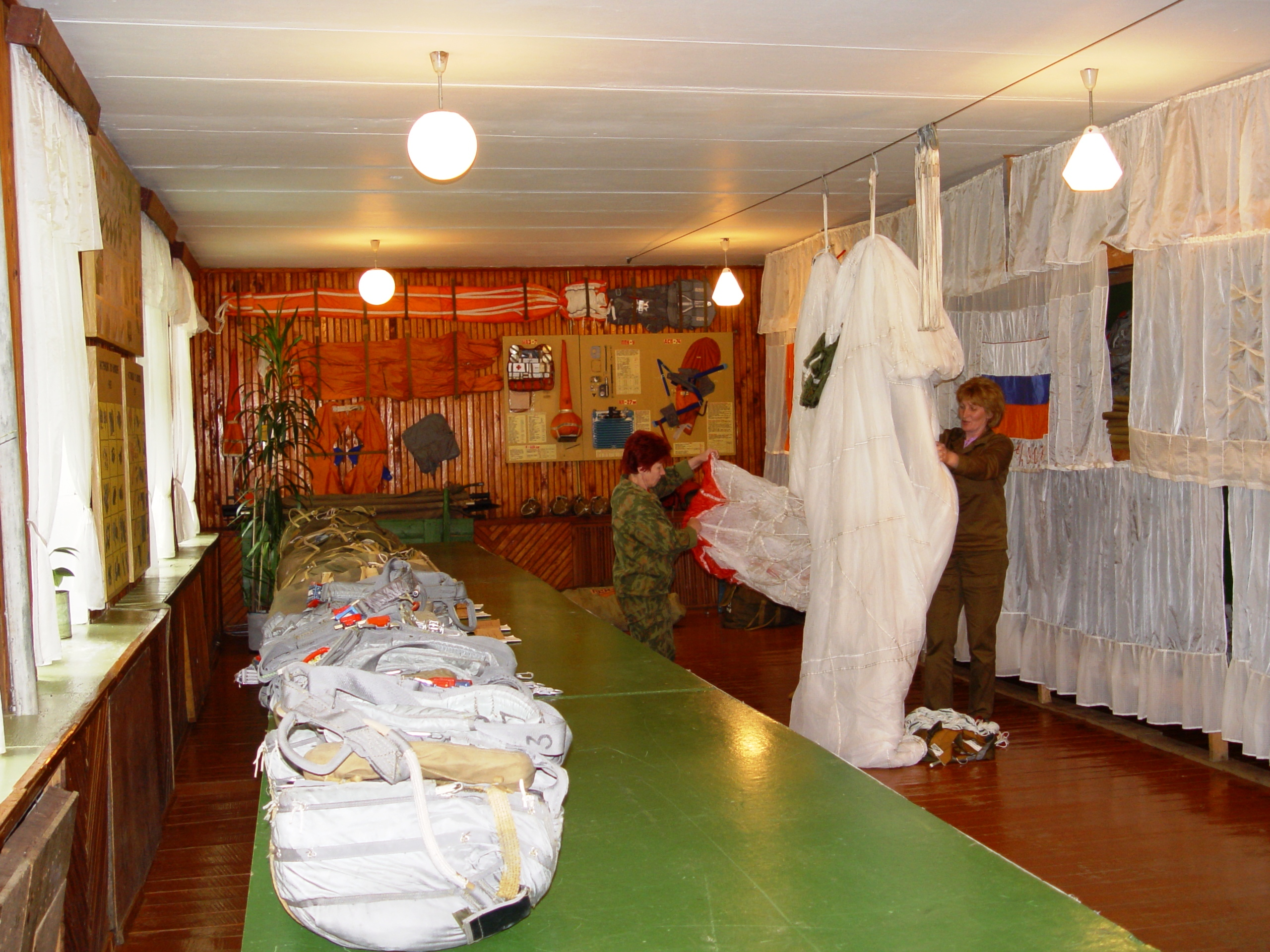
Укладчики парашютов.

Укладчик парашютов — военный специалист по ремонту и технической эксплуатации парашютно-спасательной и десантной техники, самолётных тормозных парашютов (не всегда), а также других аварийных средств, используемых экипажами при покидании аварийного воздушного судна (спасательных лодок, носимых аварийных запасов, радиостанций и другого). 

## История
Укладчики парашютов — младший авиационный персонал в составе группы Парашютно-десантной службы (ПДС) авиационного полка.
Также специалисты ПДС имеют соответствующую подготовку и периодически привлекаются на тренировочные прыжки с парашютом вместе с лётно-подъёмным составом авиационного полка (авиационной воинской части).
В Военно-воздушных силах Российской Федерации штатное воинское звание укладчика парашютов — рядовой
Специалисты ПДС не занимаются бортовыми техническими средствами аварийного покидания и спасения, в частности — катапультными креслами и их системами. Для этих целей имеются специально обученные и допущенные к таким работам специалисты — группа САПС. Группы САПС и ПДС имеют чётко обозначенные разделённые обязанности, но работают в тесном взаимодействии.